# Alwin Wagner
Alwin Josef Wagner (Melsungen, 11 agosto 1950) è un ex discobolo tedesco.
Nel 1990, terminata l'attività sportiva professionistica ormai da due anni, ha confessato l'uso di sostanze dopanti durante tutta la sua carriera sin dal 1974.

## Biografia
Iniziò la sua carriera sportiva nel 1973. Dal 1981 al 1985, conquistò ininterrottamente 5 titoli nazionali tedeschi. Alle Olimpiadi di Los Angeles del 1984 concluse sesto. Nel 1988, ha concluso la sua carriera da professionista nel lancio del disco.

## Doping
Nel 1990 ammise pubblicamente che per decenni fece uso si sostanza proibite per migliorare le sue prestazioni.
In particolare Wagner accusò apertamente, oltre alla Federazione tedesca occidentale che coprì queste attività illecite, il suo allenatore Karlheinz Steinmetz che fin dal 1974 gli consigliò l'uso di steroidi anabolizzanti.
Più tardi anche l'allenatore federale lo spinse a continuare in queste pratiche spingendolo ad utilizzare il Dianabol, sostanza che gli venne prescritta e somministrata dal medico Armin Klümper con delle iniezioni intramuscolari.
Gli vennero somministrate anche dosi di testosterone anche in supposta, modalità che rendeva più difficile la rilevazione della sostanza dopante da parte dei test antidoping.

## Palmarès
| Anno | Manifestazione | Sede        | Evento           | Risultato | Misura  | Note |
| ---- | -------------- | ----------- | ---------------- | --------- | ------- | ---- |
| 1982 | Europei        | Atene       | Lancio del disco | 10º       | 58,10 m |      |
| 1984 | Olimpiadi      | Los Angeles | Lancio del disco | 6º        | 64,72 m |      |
| 1986 | Europei        | Stoccarda   | Lancio del disco | 9º        | 62,76 m |      |